# Edgar de l'Est
Edgar de l’est est un groupe de musique français qui a vu le jour en 1992 avec pour cofondateurs Isabelle Becker et Edgar Daguier subtilement cachés derrière ce jeu de mots ferroviaire.

## Historique
Ils commencent par écumer les petits lieux de spectacle à Bordeaux et dans les environs avec un répertoire de chansons dont la moitié sont écrites et composées par Edgar et l’autre moitié, écrites par Isabelle et mises en musique par Edgar.
Sur scène, c’est elle qui d’une voix pleine d’émotion donne ses premiers frissons à un public conquis. Pour donner plus de corps à ces mélodies, ils sont bientôt rejoints par François Boirie au violon, Philippe Martin à la basse et Denis Barthe (Noir désir) à la batterie. Ce dernier invite Edgar à la guitare acoustique sur la chanson Marlène en 1992 lorsque le groupe se remet au travail.
Le premier album, La berlue, voit le jour en 1995 et est suivi d’une première tournée à travers la France, dont quelques scènes partagées avec des artistes prestigieux parmi lesquels Les têtes raides ou Noir Désir. D’emblée, les portes des plus grands festivals s’ouvrent à eux, avec une participation aux Francofolies de La Rochelle et au Printemps de Bourges la même année.
Vient ensuite l'album Ces jours-ci en 1999 suivi d’une tournée au cours de laquelle le public et les professionnels de la musique s’accordent à reconnaître au groupe une cohésion hors du commun avec des musiciens totalement au service de la voix bouleversante d’Isabelle.
Le point d’orgue arriva en 2002 avec le troisième opus, Les vacances, unanimement salué par la critique, ce qui leur ouvre les portes de lieux de spectacle importants, tels que Le Krakatoa ou le Théâtre Femina à Bordeaux, mais aussi Le Bikini à Toulouse, ou L'Européen à Paris. Au total sur une décennie, ce sont plusieurs centaines de concerts qui sont donnés à travers toute la France et des scènes partagées avec Les têtes raides, Arno, Dominique A, Yann Tiersen, Les wampas, Cali sans oublier bien sûr Noir désir et bien d'autres.
Après une parenthèse, Edgar de l'est a préparé un nouvel album pour 2012, Retrouvailles.

## Discographie
- 1995 : La Berlue
- 1999 : Ces jours-ci
- 2002 : Les Vacances
- 2004 : Mon amour
- 2008 : Ah la la
- 2012 : Retrouvailles